# Норт-Герроу (станція метро)
51°35′6″ пн. ш. 0°21′45″ зх. д. / 51.58500° пн. ш. 0.36250° зх. д.

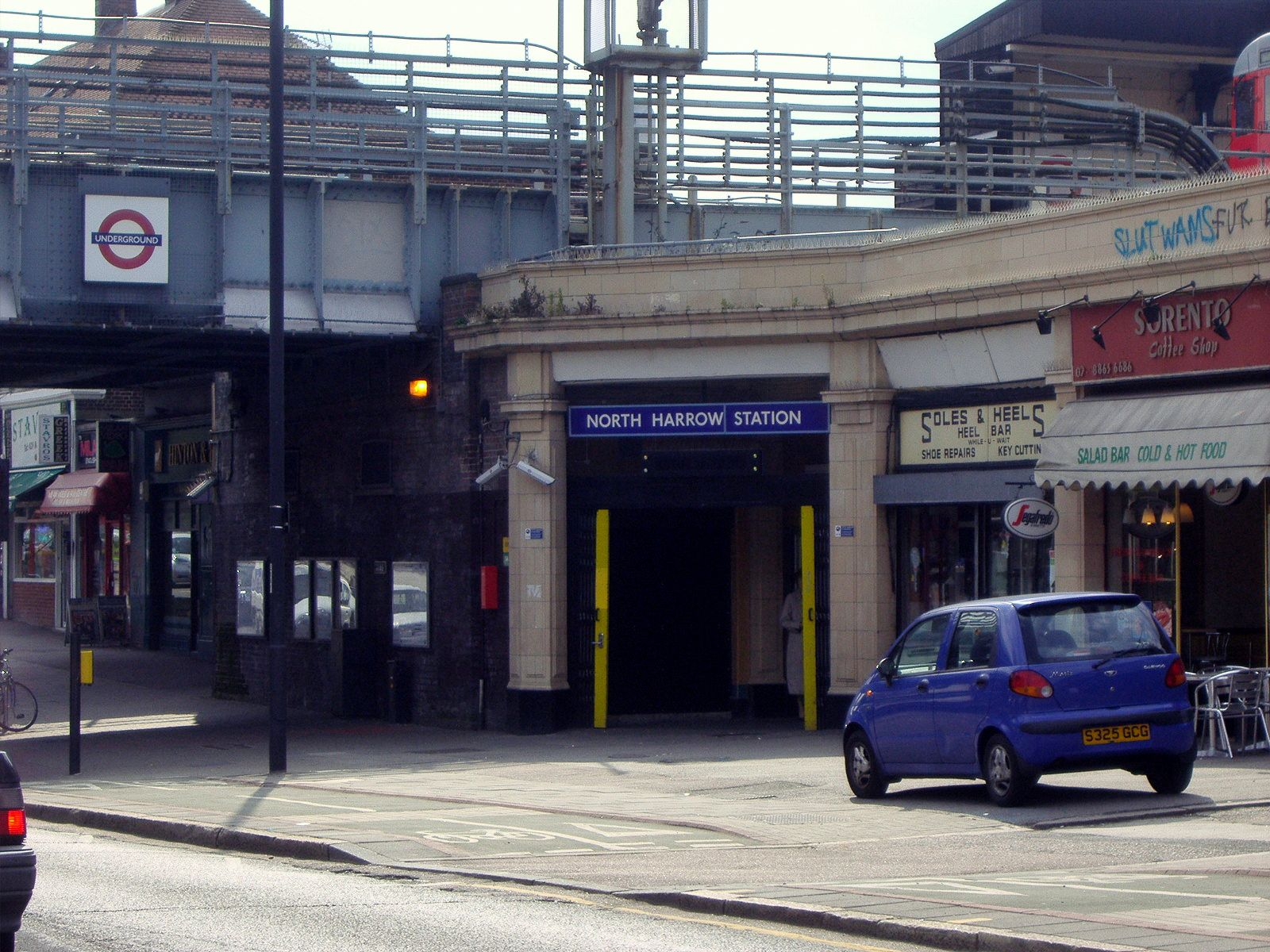
Вхід до станції Норт-Герроу

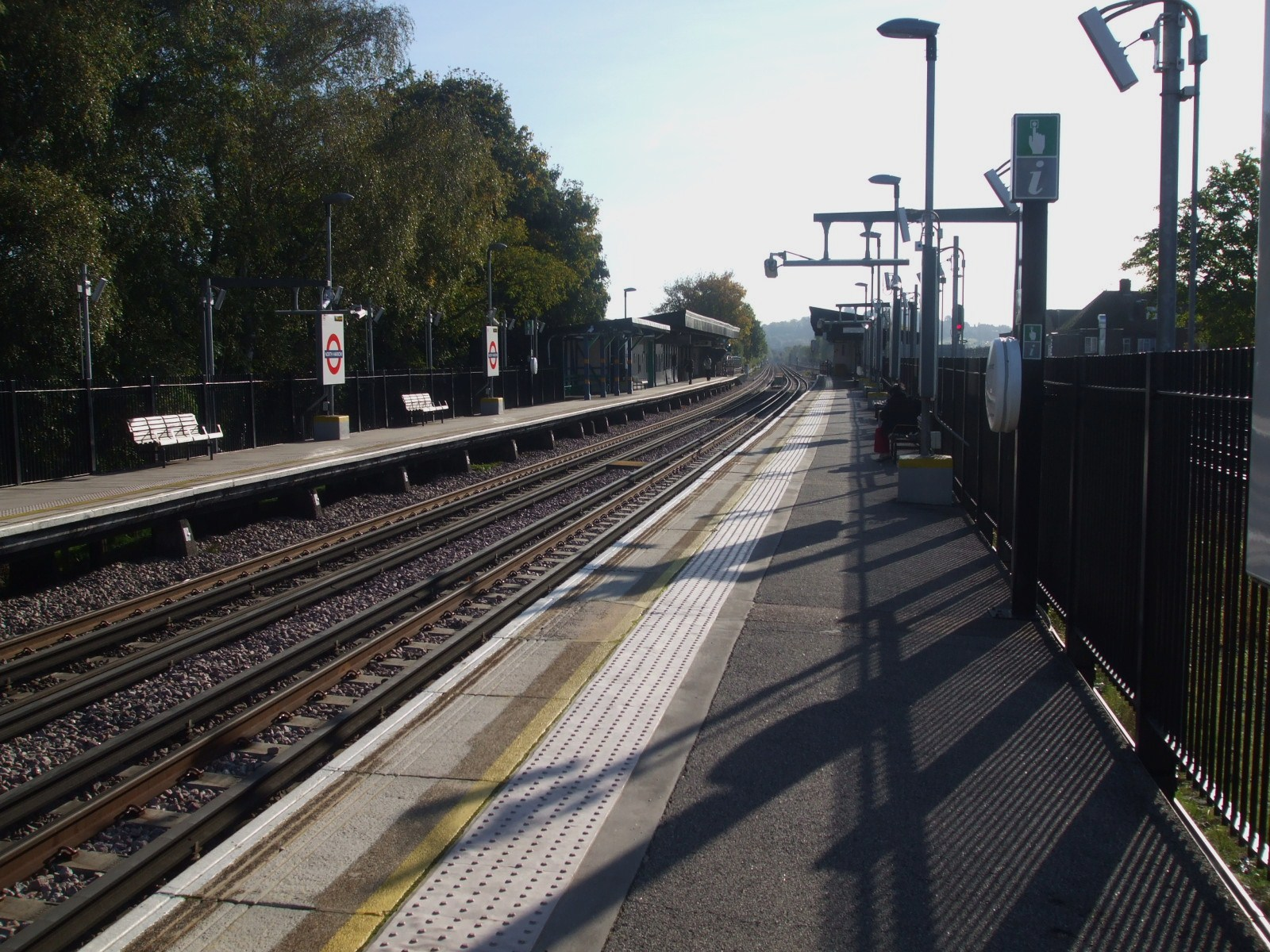
Платформи станції Норт-Герроу

Норт-Герроу (англ. North Harrow) — станція лінії Метрополітен Лондонського метро. Розташована у 5-й тарифній зоні, у районі Норт-Герроу, на північному заході Великого Лондону, між станціями Герроу-он-те-гілл та Піннер. Пасажирообіг на 2017 рік — 1,92 млн осіб.
22 березня 1915 р. — відкриття станції.

## Пересадки
- Пересадки на автобуси London Buses маршрутів: H9 та H10.

## Послуги
| Попередня станція | Лінія | Лінія                               | Лінія | Наступна станція |
| ----------------- | ----- | ----------------------------------- | ----- | ---------------- |
| Герроу-он-те-гілл |       | Лондонське метро Лінія Метрополітен |       | Піннер           |